# Dedovsk
Dedovsk (ru. Де́довск) este un oraș situat în partea de vest a Federației Ruse, în Regiunea Moscova, la vest de Moscova. La recensământul din 2010 avea o populație de 29.345 locuitori. Localitatea a fost menționată pentru prima oară în documente în anul 1573, ca sat sub numele de Dedovo. În  anul 1913 , în zonă a fost construită o intreprindere textilă care a dat naștere așezării Dedovski, care ulterior a absorbit satul Dedovo. În 1940 a luat naștere orașul actual.  